# اللابنزوديازيبين
اللابنزوديازيبين (بالإنجليزية: Nonbenzodiazepines)‏ (يشار إليها أحيانا بالعامية عقاقير-Z) هي فئة من عقار نفساني التأثير التي هي شبيهة-البنزوديازيبين تماما. في الطبيعة , الديناميكية الدوائية لغير البنزوديازيبينات كلها تقريبا تمتلك نفس تأثير عقاقير بنزوديازيبين وبالتالي تحدث فوائد متماثلة، والآثار الجانبية والمخاطر لغير البنزوديازيبينات، ومع ذلك، لديها هياكل كيميائية متباينة أو مختلفة تماما، وبالتالي، لا علاقة لها بالبنزوديازيبينات على المستوى الجزيئي.

## الفئات

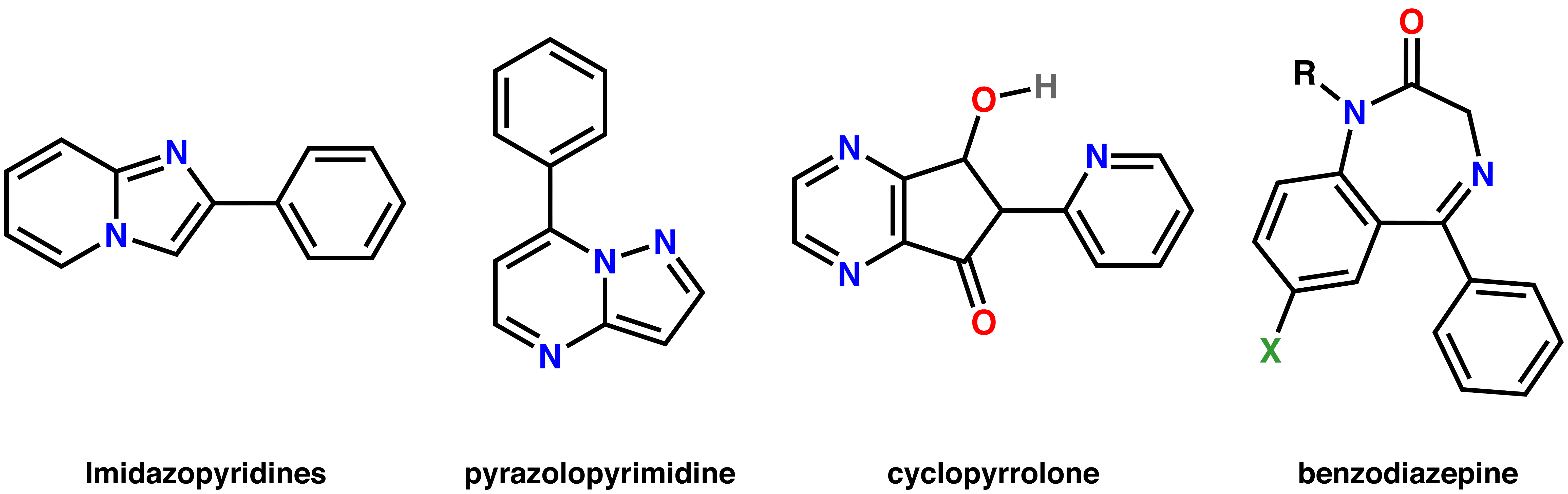
الهياكل الأساسية المختارة من غير البنزوديازيبينات (غادر ثلاثة المخططات) وهيكل البنزوديازيبين (يمين) للمقارنة.

حاليا، الطبقات الكيميائية الرئيسية من غير البنزوديازيبينات هي:
إيميدازوبيريدين 
- الزولبيديم (أمبين)
- أبيديم
- نيكوبيديم
- ساريبيديمم

بيرازولوبيريميدين 
- زاليبلون (سوناتا)
- ديفابلون
- فاسيبلون
- إنديبلون
- لورديبلون
- أوسينابلون
- باناديبلون
- تانيبلون

| سيكلوبيرولون - إسذوبيكولون (لونيستا) - زوبيكلون (إيموفين) - باجوكلون - بازيناكلون - سيبروكلون - سوريكلون | بيتا-كاربولين - أبيكارنيل - جيدوكارنيل - زد كى-93423 |

| آخرون - سى جى إس -9896 - سى جى إس -20625 - سى إل -218872 - إى إل بى -139 - جى بى إل دى -345 | - إل-838,417 - إن إس-2664 - إن إس-2710 - بيبيكوالين - آر دبليو جى-51204 - إس بى-205,384 | - إس إل-651,498 - إس إكس-3228 - تى بى-003 - تى بى-13 - تى بى إى-023 - واى-23684 |

## علم الأدوية
غير البنزوديازيبينات هي تفارغية من مستقبلات GABA-A. مثل البنزوديازيبينات، فإنها تمارس تأثيراتها بالارتباط ولفعيل جزئ البنزوديازيبين من مجمع المستقبلات.

## خلفية
وقد أثبتت غير البنزوديازيبينات فعالية في علاج اضطرابات النوم. هناك بعض الأدلة التي تشير إلى أن محدود التحمل الدوائى المنسوب إلى غير البنزوديازيبينات يتطور بشكل بطئ أكثر من البنزوديازيبينات [بحاجة لمصدر] ومع ذلك، البيانات تقتصر دون أية استنتاجات يمكن استخلاصها. وتقتصر البيانات أيضا إلى الآثار طويلة المدى من غير البنزوديازيبينات. وقد أوصى بمزيد من البحث في سلامة غير البنزوديازيبينات وفعاليتها على المدى الطويل بالنسبة لغير البنزوديازيبينات في مراجعة الأدبيات. توجد بعض الاختلافات بين Z-المخدرات، على سبيل المثال التحمل و عودة الأعراض قد لا يحدث مع زاليبلون.